# Granuloma central de células gigantes
O granuloma central de células gigantes (Central giant cell granuloma - CGCG) é considerado uma lesão intra-óssea  benigna. De acordo com a Organização Mundial de Saúde (OMS), o granuloma central de células gigantes é uma lesão intra-óssea formada por tecido fibroso celular que contém múltiplos focos de hemorragia, agregação de células gigantes multinucleadas e, ocasionalmente, trabeculado de osso imaturo.

## Características clínicas
CGCG é uma lesão incomum, uma vez que corresponde a menos que 7% de todas as lesões benignas dos maxilares. Mais de 60% dos casos ocorrem em pacientes com menos de 30 anos de idade, é mais freqüente em mulheres do que em homens. A relação entre mandíbula e maxila tem sido verificada em uma proporção de 2:1, e a porção anterior da mandíbula, é o local mais comum para o seu desenvolvimento. Esta lesão é normalmente assintomática e pode ser diagnosticada através de exames radiográficos de rotina ou de uma expansão indolor do osso afetado. Em relação ao comportamento clínico e aspectos radiográficos, o granuloma central de células gigantes pode ser classificado como:
- lesões não agressivas caracterizam-se por crescimento lento, geralmente assintomático, sem perfurar corticais ou induzir reabsorção radicular,apresentando baixa taxa de recorrência.

- lesões agressivas caracterizam-se por dor, crescimento rápido, expansão e perfuração das corticais, reabsorção radicular e alta incidência à recorrência. Mais encontrada em pacientes jovens.

Seu comportamento biológico é pouco entendido, e a etiologia desta lesão é ainda muito discutida entre os autores. Acredita-se que ela tanto possa envolver causas locais quanto sistêmicas. As causas locais podem ser o trauma e os insultos vasculares, que produziriam hemorragia intramedular, e o tecido conjuntivo de maneira exacerbada tentaria substituir. Dentre as causas sistêmicas, pode-se citar a presença de síndromes como a Neurofibromatose I, a Síndrome de Noonan e os distúrbios hormonais, como o hiperparatireoidismo e a gravidez. As descobertas radiográficas não são específicas para o diagnóstico.
A lesão pode aparecer unilocular ou multilocular com margens bem definidas e graus variados de expansão das corticais. As pequenas lesões uniloculares podem ser confundidas com granulomas periapicais ou cistos, e as multiloculares não podem ser distinguidas de ameloblastomas ou outras lesões multiloculares. Quando na maxila, essa lesão pode invadir o assoalho do seio maxilar ou órbita, como também as fossas nasais. Quando na mandíbula, é capaz de expandir e perfurar as corticais. Deslocamento dentário ou reabsorção radicular podem também ser achados radiográficos. É comum em todas as lesões a presença de células gigantes multinucleadas num estroma colagenoso e com células mesenquimatosas ovóides a fusiformes como pano de fundo. As células gingantes podem variar de tamanho e forma de caso para caso. CGCG parece, histologicamente, idêntica ao cisto ósseo aneurismático, querubismo, displasia óssea fibrosa e tumor marrom do hiperparatireoidismo; é especulado que pode haver hormônio circulante que seja o responsável por essas lesões.
Há estudos que indicam, que o nome granuloma é usado incorretamente, pois os osteoclastos presentes na lesão, indicam processo não inflamatório(presença de macrófagos), e a evolução da lesão pós retirada da agressão, é outro indicativo.

## Tratamento cirúrgico
O tratamento de eleição para este tipo de lesão é a excisão cirúrgica, simples curetagem ou a ressecção em bloco, dependendo dos seguintes fatores:
- comportamento agressivo versus não-agressivo
- localização
- tamanho
- aparência radiográfica

A maioria dos estudos indicam uma taxa de recorrência de 15 a 20%. A ressecção é realizada em tumores mais agressivos e recorrentes, o que pode levar a grandes defeitos na face e perda de dentes, o que é particularmente mutilante em crianças e adultos jovens. Nesses casos, uma extensa reconstrução para restabelecer a anatomia e a função é necessária.

## Tratamento não cirúrgico
Há alternativa de tratamento não cirúrgico, citados por vários autores. Essa alternativa tem grande importância em pacientes jovens que ainda estão desenvolvendo dentição, pois, o tratamento cirúrgico muitas vezes levam a deformidade facial, perda de estruturas importantes, como os germes de dentes.
São tratamentos não cirúrgicos do CGCG
- injeção intralesional de corticosteróides(que tem se mostrado um tratamento com sucesso),
- administração sistêmica de interferon alpha
- administração sistêmica de calcitonina
- uso de radiação
- Há casos relatados com sucesso no uso de Denosumab para o tratamento de CGCG (1), (2), (3), (4)